# Bălți internationella flygplats
Bălți internationella flygplats (IATA: BZY, ICAO: LUBL) WMO: 33745 (rumänska: Aeroportul Internațional Bălți ryska: Международный Аэропорт Бельцы), även känd som Bălți-Leadoveni, är den andra internationella civila flygplatsen i Moldavien. och en av de två huvudflygplatserna i Bălți, som betjänar staden Bălți och norra Moldavien för civila passagerar- och fraktflyg, reguljär- och charterflyg. Bălți internationella flygplats öppnades 1987 för att ersätta Bălți-Stad flygplats, främst på internationella rutter, och för att underlätta flygtrafiken till Chișinăus internationella flygplats.
Den ligger i distriktet Municipiul Bălţi, i den nordvästra delen av landet, norr om staden Bălți. 
Bălți internationella flygplats ligger 231 meter över havet.